# Antonio Moreno Casamitjana
Antonio Moreno Casamitjana (Santiago do Chile, Chile, 9 de julho de 1927 - Concepción, 31 de julho de 2013) foi um teólogo católico romano chileno e arcebispo de Concepción.
Antonio Moreno Casamitjana estudou filosofia e teologia no Pontifício Seminário de Santiago e na Pontifícia Universidade Católica do Chile. Em 4 de dezembro de 1949 foi ordenado sacerdote pela Arquidiocese de Santiago do Chile. Antonio Moreno foi professor e reitor do Pontifício Seminário de Santiago e da Pontifícia Universidade Católica do Chile, onde também foi Decano da Faculdade de Teologia e membro do Senado.
Em 22 de abril de 1986, o Papa João Paulo II o nomeou bispo auxiliar em Santiago do Chile e bispo titular de Mades. O Arcebispo de Santiago do Chile, Cardeal Juan Francisco Fresno Larraín, o consagrou em 9 de julho de 1986; Os co-consagradores foram Eladio Vicuña Aránguiz, Arcebispo de Puerto Montt, e Bernardino Piñera Carvallo, Arcebispo de La Serena. Seu lema era "Anunciaré tu verdad" (anunciarei sua verdade). Como vigário episcopal foi responsável pelo norte da diocese. Foi também presidente da Comissão de Comunicação da Conferência Episcopal Chilena.
Foi nomeado Arcebispo de Concepción em 14 de outubro de 1989 e empossado em 12 de novembro do mesmo ano. Em 1989 foi nomeado para a Pontifícia Comissão para a América Latina e a partir de 1990 foi também assessor do Pontifício Conselho para o diálogo com os não crentes. Em 1993 tornou-se membro da Comissão Pastoral da Conferência Episcopal do Chile e em 1995 membro da Comissão Permanente da Conferência. Foi reitor da Universidad Católica de la Santísima Concepción, que fundou em 1991.
Em 27 de dezembro de 2006, o Papa Bento XVI aceitou sua aposentadoria por idade.